# Стефан Сурозький
Стефáн Сýрозький (??? — †787) — візантійський церковний діяч, архієпископ міста Сурожа (тепер Судак у Криму).
Ім'я Стефана Сурозького згадується у списках присутніх на 7-му Вселенському соборі. У період іконоборства виступав на боці іконошанувальників, за що зазнав переслідувань у Константинополі.
Помер у Сурожі (2 пол. 8 ст.). Твір «Житіє Стефана Сурозького» — важливе джерело з історії Криму, в якому описано напад на Сурож новгородського князя Бравлина (первісна редакція твору про Стефана Сурозького до нас не дійшла; відомий з пізніших списків — кінець 10 ст.— початок 11 ст. та близько 16 століття).